# 名古屋市立豊田小学校
名古屋市立豊田小学校（なごやしりつ とよだしょうがっこう）は、愛知県名古屋市南区豊田一丁目にある公立小学校。

## 概要
- 忠次1・2丁目、豊田1-5丁目、戸部下1・2丁目が通学区域であり、公立中学校の進学先は名古屋市立大江中学校である[1]。

## 沿革
- 1873年（明治6年）10月21日 - 第2中学区第22番小学開知学校として開校する。道徳前新田の民家を仮校舎とする。
- 1876年（明治9年）9月 - 豊田学校に改称する。
- 1878年（明治11年）12月20日 - 巾着新田、熱田酉改亥新田、熱田伝馬亥巳新田、道徳新田、紀左衛門新田、長三郎新田、図書新田、道徳前新田、戸部下新田、忠治新田、熱田古伝馬新田、氷室新田が合併し、豊田村が発足する。
- 1882年（明治15年）11月 - 第27小学区豊田学校に改称する。
- 1887年（明治20年） - 呼続学校と豊田学校が統合され、尋常小学千竈学校となる。
- 1889年（明治22年）10月1日 - 豊田村と千竈村が合併し、呼続村となる。
- 1892年（明治25年） - 豊田尋常小学校として分立する。現在地に校舎が完成する。
- 1897年（明治30年）7月12日 - 呼続村が町制施行、呼続町となる。
- 1898年（明治31年）3月31日 - 呼続第二尋常小学校に改称する。
- 1905年（明治38年） - 呼続尋常小学校に改称する。
- 1907年（明治40年）1月1日 - 呼続尋常高等小学校に統合される。仮教場となる。
- 1912年（明治45年）2月1日 - 豊田尋常小学校として独立する。
- 1921年（大正10年）8月22日 - 呼続町が名古屋市に編入され、名古屋市南区の一部となる。
- 1936年（昭和11年）4月 - 明治尋常小学校を分離する。
- 1940年（昭和15年）12月1日 - 道徳尋常小学校を分離する。
- 1941年（昭和16年）4月1日 - 豊田国民学校に改称する。
- 1944年（昭和19年）8月 - 幡豆郡西尾町に学童疎開する。
- 1945年（昭和20年） - 空襲により校舎を焼失する。
- 1947年（昭和22年）4月1日 - 名古屋市立豊田小学校に改称する。
- 1959年（昭和34年） - 伊勢湾台風の被災により、9月26日から10月20日まで休校となる。

## 交通アクセス
- 名鉄常滑線道徳駅下車、徒歩約3分。